# Herméennes
Les Herméennes ou Hermaia (Έρμαία) sont des festivités religieuses de la Grèce antique en l’honneur du dieu Hermès. Elles se déroulaient annuellement dans plusieurs régions du monde hellénique. C’est en tant que protecteur des gymnases qu’il était célébré. Il partageait cette fonction avec Héraclès et les deux étaient parfois associés dans les festivités. De même, les fêtes d’Hermès pouvaient se confondre avec les fêtes d’Héraclès. 
 Autant les Herméennes sont souvent mentionnées dans les sources car elles apparaissent importantes dans la vie sociale grecque, autant peu de détails sur leurs déroulements sont connus. C’étaient donc une fête des adolescents et des éphèbes. Selon les régions, elles pouvaient comporter différents types de concours (lampadédromie, course du stade, de chars, concours gymniques, tir à l’arc, javelot entre autres). En Crète, les Herméennes étaient célébrées très différemment puisqu’elles n’avaient pas de caractère sportif, les esclaves y jouaient le rôle des maîtres.

## Sources
- Dictionnaire des antiquités grecques et romaines, C. Daremberg,  E. Saglio ; article: Hermaia
- (en) Dictionary of Greek and Roman Antiquities, William Smith p.604